# Museo del Cáñamo (Berlín)
El Museo del Cáñamo (en alemán: Hanfmuseum Berlin) se abrió en Berlín el 6 de diciembre de 1994. Es el único museo en Alemania enfocado en el cannabis y también promueve activamente la protección de niños y adolescentes, ofrece visitas guiadas individuales a la exposición con personal especializado. Sirve de punto de encuentro para los organizadores de la Hanfparade. El Hanfmuseum participa regularmente en la Larga Noche de los Museos, en los Días de Cuentos de Hadas de Berlín y en los Históricos que tienen lugar en el Nikolaiviertel. En 2017 el Museo participó como sede de un evento organizado en el marco del Kirchentag en Berlín sobre el tema de la guerra contra las drogas en donde se presentó la Declaración de Berlín y que contó con oradores de Latinoamérica, incluyendo al Reverendo Martín Díaz de El Salvador.